# Waldo Rojas
Waldo Rojas Serrano (Concepción, 22 de agosto de 1944) es un poeta chileno, miembro de la llamada generación literaria de 1960.

## Biografía
Estudió en el Instituto Nacional de Santiago (1954-1962), donde fue director de su Academia de Letras Castellanas (Alcin) y, después, en la Universidad de Chile. Allí fue "traductor, redactor y crítico literario" del Boletín universitario.
A la generación de poetas de 1960, a la que pertenece, la bautizó "Promoción Emergente" y sobre sus compañeros ha dicho que el grupo "no configuraba, como ya se ha dicho muchas veces, una partida fundacional en el sentido de una actitud vanguardista, rupturista, en ningún caso. (...) Lo que teníamos en común era, primero que nada, la actitud hacia lo que llamábamos 'tradición', o sea, las sucesivas generaciones de poetas chilenos que configuraban ya por los años 60 un panorama extraordinariamente rico y que nada predisponía a desaparecer en una jubilación prematura. Entonces, las relaciones amistosas sin complacencias ni complicidades de tipo tribal y una permanente apertura hacia lo que otros jóvenes vendrían más tarde a agregar, era lo más importante".
Rojas, que viajaba de Santiago a su ciudad natal Concepción para participar en la revista Trilce y las actividades del grupo homónimo, era "uno de los más notorios representantes de la bohemia" capitalina de la década del 1960 y junto con el actor Luis Alarcón, el escritor Germán Marín y el cineasta Raúl Ruiz formó el grupo de La Cofradía de los Caballeros Antiguos.
Publicó su primer libro, Agua removida, en 1964 y dos años más tarde saca dos poemarios Pájaro en tierra y Príncipe de naipes. 
En 1969 comienza a trabajar como asesor de la sección de poesía del Taller de Escritores de su alma mater, que dirige Enrique Lihn. Continuando con esta labor, en 1972 ejerce como profesor de Estética en la Facultad de Artes de la Universidad de Chile.
El golpe militar del 11 de septiembre de 1973 lo obligó a exiliarse y al año siguiente llega a Francia, donde vive desde entonces.
En la capital francesa, enseñará en la Universidad de París I Panthéon-Sorbonne ensayista y profesor de historia en la Universidad de París I y continuará escribiendo poemarios y ensayos.
Se ha desempeñado también como "actor ocasional (en el filme Palomita blanca, de Raúl Ruiz, basada en la novela homónima de Enrique Lafourcade), como guionista (A la sombra del sol, de Silvio Caiozzi y Pablo Perelman) y también como autor de boleros".
Está casado con la artista visual Elie Rojas, hija del escritor Juan Godoy (1911-1981, fundador del movimiento literario angurrrientismo).

## Obra
- Agua removida, 1964
- Pájaro en tierra, 1966
- Príncipe de naipes, 1966
- Cielorraso, 1971

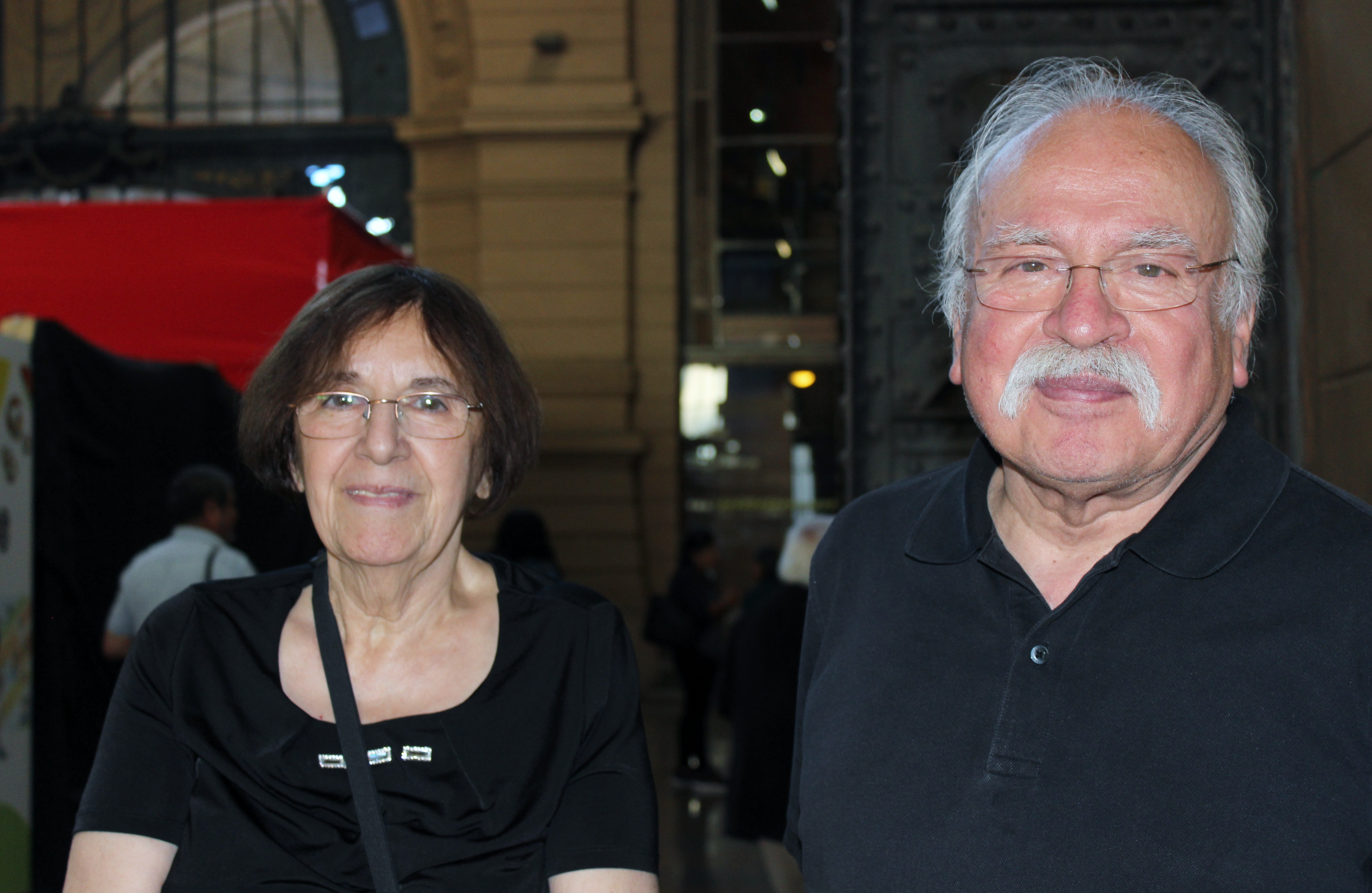
Con su esposa, la artista textil Elie Rojas en la FILSA 2018

- El puente oculto, Madrid, LAR, 1981; antología con prólogo de Enrique Lihn
- Chiffré à la Villa d'Hadrien (Cifrado en la Villa Adriana), 1984, edición bilingüe
- Almenara, 1985
- Deriva florentina, 1989 y 1993
- Fuente itálica, 1991;
- Cuatro poemas, cuatro grabados, con xilografías de Guido Llinas
- Poesía continua, antología 1965-1992; 1995
- Deber de urbanidad, 2001
- Poesía y cultura poética en Chile, crítica, 2001